# Donja Stranica
Donja Stranica is een plaats in de gemeente Ribnik in de Kroatische provincie Karlovac. De plaats telt 5 inwoners (2001).